# Valkane
Valkane (tal. Val Canne, "Uvala trstike") kupalište i gradska četvrt u Puli koja administrativno pripada Mjesnom odboru Stoja.
Valkane sa sjeverozapada ograničuju Barake, sa sjeveroistoka Sv. Polikarp, s istoka Sisplac, s juga zaljev Brankoras, a sa zapada Stoja.
Područje Valkana ponekad se naziva i Zelenika. Sam poluotok na Valkanama nalazi se između uvale Stoja na zapadu i uvale Zelenika na istoku. Kupalište Valkane ispunjavaju turisti iz obližnjeg autokampa "Stoja" kao i lokalni stanovnici. Na istočnoj obali kupališta nalazi se nogometno igralište i teniski tereni.
Valkanama se izvorno označavala današnja uvala Valsaline.